# Dorymyrmex emmaericaellus
Dorymyrmex emmaericaellus é uma espécie de formiga do gênero Dorymyrmex.